# スタジアム974
スタジアム974（アラビア語: استاد 974、英語：Stadium 974）はカタール・ドーハ南部のラス・アブー・アブードに建設された、2022 FIFAワールドカップの会場の一つとなっていた仮設スタジアム。

## 概要
ドーハ港近くの海沿いに位置する。カタールワールドカップの8会場のうち7番目に完成したスタジアムで、建設時は「ラス・アブ・アブード・スタジアム」（英: Ras Abu Aboud Stadium）の呼称で呼ばれていた。
W杯の本大会で使用されるスタジアムとしては初めて「躯体の部材全てを再使用する」前提で建設されたスタジアムである。躯体の部材には再生鋼材と共に輸送コンテナをブロック状に組み合わせて用いており、「レゴブロックで作られたスタジアム」とも言われる。スタジアム名の「974」はカタールの国番号を表すと共に、部材として用いられたコンテナの個数を表す。こけら落としイベントとして、2021 FIFAアラブカップのグループリーグ・準決勝・3位決定戦が行われた。
当初、大会終了後は建物を解体して部材をコンテナに詰め込んで他所に輸送され、別の建設資材として活用されることになっており、同スタジアムでの本大会最終戦・ブラジル対韓国戦（2022年12月5日）が行われた翌日の12月6日から早速解体工事に着手したと報じられ、カタールで開催されたAFCアジアカップ2023では計画に従って使用されなかったが、その後に2025年からFIFA U-17ワールドカップが5年連続カタールで開催されること、FIFAアラブカップも2025年、2029年、2031年大会の開催権をカタールが持っていることを踏まえて解体計画が撤回され、FIFAインターコンチネンタルカップ2024の第2ラウンド1試合とプレーオフ（準決勝）を皮切りにスタジアムとしての利用が再開されている。

## 2022 FIFAワールドカップ
| 開催日   | 時間(UTC+3) | チーム#1   | 結果  | チーム#2     | ラウンド   | 観衆   |
| -------- | ----------- | ---------- | ----- | ------------ | ---------- | ------ |
| 11月22日 | 19:00       | メキシコ   | 0 – 0 | ポーランド   | グループC  | 39,369 |
| 11月24日 | 19:00       | ポルトガル | 3 – 2 | ガーナ       | グループH  | 42,662 |
| 11月26日 | 19:00       | フランス   | 2 – 1 | デンマーク   | グループD  | 42,860 |
| 11月28日 | 19:00       | ブラジル   | 1 – 0 | スイス       | グループG  | 43,649 |
| 11月30日 | 22:00       | ポーランド | 0 – 2 | アルゼンチン | グループC  | 44,089 |
| 12月2日  | 22:00       | セルビア   | 2 – 3 | スイス       | グループG  | 41,378 |
| 12月5日  | 22:00       | ブラジル   | 4 – 1 | 韓国         | ラウンド16 | 43,847 |